# Sonia Lannaman
Sonia Lannaman, född den 24 mars 1956 i Aston, Storbritannien, är en brittisk friidrottare inom kortdistanslöpning.
Hon tog OS-brons på 4 x 100 meter stafett vid friidrottstävlingarna 1980 i Moskva. 